# 1976年モントリオールオリンピックのバスケットボール競技・男子日本選手団
1976年モントリオールオリンピックのバスケットボール競技・男子日本選手団（―だんしにほんせんしゅだん）は、1976年モントリオールオリンピック男子バスケットボール競技に出場したバスケットボール男子日本代表である。
前回のミュンヘンオリンピックでは14位という不本意な成績に終わった日本男子。監督には前回大会のコーチだった吉田正彦が就任。このモントリオール大会の予選を兼ねた1975年アジア選手権では準優勝だったものの、優勝した中国が当時IOCに加盟していなかったため2大会連続での出場を果たし雪辱を期待された。
しかし、グループゲームラウンドでは1勝もできず、特にソ連戦では63-129の大惨敗を喫した。準決勝ラウンドでもプエルトリコに敗れ12ヶ国中11位と全く振るわなかった。（11位決定戦はエジプトが途中帰国したため不戦勝）
この大会を最後に日本男子はオリンピックから2020年東京大会まで遠ざかっており、世界レベルの大会への出場も1998年世界選手権まで22年待たなければならなくなった。

## スタッフ
- 監督 吉田正彦
- コーチ 江川嘉孝

## 選手
| No. | 氏名     | P | 身長/体重 | 生年月日   | 所属     | 備考               |
| --- | -------- | - | --------- | ---------- | -------- | ------------------ |
| 4   | 阿部成章 |   | /         | 1947/09/22 | 日本鉱業 | ミュンヘン五輪代表 |
| 5   | 千種信雄 |   | /         | 1945/10/20 | 住友金属 | ミュンヘン五輪代表 |
| 6   | 森哲     |   | /         | 1949/05/10 | 住友金属 | ミュンヘン五輪代表 |
| 7   | 結城昭二 |   | /         | 1950/04/27 | 住友金属 |                    |
| 8   | 藤本裕   |   | /         | 1950/12/21 | 日本鋼管 |                    |
| 9   | 沼田宏文 |   | /         | 1952/08/15 | 松下電器 | ミュンヘン五輪代表 |
| 10  | 桑田健秀 |   | /         | 1953/01/03 | 日本鋼管 |                    |
| 11  | 山本浩二 |   | /         | 1952/07/28 | 日本鋼管 |                    |
| 12  | 清水茂人 |   | /         | 1953/01/04 | 日本鋼管 |                    |
| 13  | 斎藤文夫 |   | /         | 1953/08/22 | 中央大学 |                    |
| 14  | 北原憲彦 |   | /         | 1954/12/11 | 明治大学 |                    |
| 15  | 浜口秀樹 |   | /         | 1956/01/04 | 拓殖大学 |                    |

## 成績

### Aグループ
- カナダ 104-76  日本
- メキシコ 108-90  日本
- 日本 56-97  キューバ
- 日本 63-129  ソビエト連邦
- オーストラリア 117-79  日本

### 準決勝ラウンド
- プエルトリコ 111-91  日本

### 最終順位
| 順位 | 国・地域         |
| ---- | ---------------- |
| 1位  | アメリカ合衆国   |
| 2位  | ユーゴスラビア   |
| 3位  | ソビエト連邦     |
| 4位  | カナダ           |
| 5位  | イタリア         |
| 6位  | チェコスロバキア |
| 7位  | キューバ         |
| 8位  | オーストラリア   |
| 9位  | プエルトリコ     |
| 10位 | メキシコ         |
| 11位 | 日本             |
| 12位 | エジプト         |